# Saul Williams
Saul Stacey Williams, född 29 februari 1972 i Newburgh, är en amerikansk poet och musiker. Williams har uppträtt tillsammans med bland annat The Mars Volta, Nine Inch Nails, The Fugees, Blackalicious, Erykah Badu och KRS-One. Han har även varit aktiv i den amerikanska rörelsen för DRM-fri musik.
Williams spelade huvudrollen i den prisade independentfilmen Slam, och han har haft mindre roller i andra filmer, exempelvis som Ernie i filmen K-PAX.

## Diskografi
- Penny For A Thought/Purple Pigeons (2000)
- Amethyst Rock Star (2001)
- Not in My Name (2003)
- Saul Williams (2004)
- The Inevitable Rise and Liberation of NiggyTardust! (2007)
- NGH WHT - The Dead Emcee Scrolls with The Arditti Quartet (2009)